# Niclas Füllkrug
Niclas Füllkrug est un footballeur international allemand, né le 9 février 1993 à Hanovre évoluant au poste d'avant-centre à West Ham United.

## Biographie

### En club

#### Jeunesse à Hanovre
Niclas Füllkrug joue pendant neuf ans jusqu'à l'âge de 14 ans dans le district de Ricklingen à Hanovre et est partiellement formé par son père, qui  joue au Tus Ricklingen. Le fils est devenu l'un des talents d'attaquant les plus recherchés en Allemagne et  marque 162 buts dans la catégorie F-Jeunesse en une saison.

#### Départ à Brême
En 2006, il part au Werder Brême. Au début, il passe une demi-semaine à la maison en Basse-Saxe et vient à Brême pour le long week-end avant de s'installer dans le pensionnat du Werder.
Dans le club, Füllkrug  marque 17 buts en 22 matches lors de la saison 2009-2010. L'année suivante, il marque douze buts en 17 matches A-Jeunesse et est passeur décisif six fois. Un an plus tard, à l'âge de 18 ans, il est dans l'équipe réserve (U23), qui joue en troisième division et où il est régulièrement utilisé comme titulaire.

#### Professionnel au Werder
Depuis la préparation hivernale en janvier 2012 à Belek, Füllkrug fait partie de l'équipe professionnelle. Il fait ses débuts en Bundesliga le 28 janvier 2012 lors de la 19e journée contre le Bayer 04 Leverkusen (1-1) lorsqu'il rentre à la 63e minute. Füllkrug  signe son premier contrat professionnel en février 2012, qui court jusqu'en juin 2015, et marque son premier but en Bundesliga le 24 mars 2012 (27e journée) lors d'un match nul 1-1 à domicile contre le FC Augsbourg. En plus de "Fülle", il a un autre surnom : Lücke.

#### Via Fürth jusqu'à Nuremberg
En août 2013, Füllkrug est prêté au SpVgg Greuther Fürth jusqu'à la fin de la saison 2013-2014. En novembre 2013 (13e journée), l'attaquant inscrit quatre buts pour le club lors d'une victoire 6-2 à l'extérieur contre Erzgebirge Aue, dont un triplé en première mi-temps.
Pour la saison 2014-2015, Füllkrug ne retourne pas à Brême, mais chez le relégué de Bundesliga, le 1. FC Nuremberg. Il fait ses débuts à Nuremberg le 3 août 2014 contre le Erzgebirge Aue. Son premier but en championnat avec son nouveau club est inscrit en novembre 2014 (13e journée) lors de la défaite 2-1 contre le SV Sandhausen.

#### Transfert au Hanovre 96
En juillet 2016, il est transféré au Hanovre 96, où il a quelques problèmes. Il lui faut attendre la 13e journée pour marquer son premier but contre Erzgebirge Aue. Cependant, il ne dépasse jamais le rôle de Joker. Cela change après qu'André Breitenreiter devienne entraîneur. Il place régulièrement Füllkrug comme titulaire. Il marque un total de cinq buts et l'équipe est promue en Bundesliga.

#### Retour au Werder
En juillet 2019, Füllkrug fait son retour au Werder Brême. Il termine co-meilleur buteur de la Bundesliga 2022-2023 aux côtés de Christopher Nkunku avec 16 buts.

#### Borussia Dortmund
Le 31 août 2023, il signe un contrat de trois ans avec le Borussia Dortmund pour un montant de 13 millions d'euros, auquel s'ajoute un bonus de deux millions.
Le 29 septembre, il marque son premier but au club lors d'une victoire 3-1 à l'extérieur contre Hoffenheim. Le 7 novembre, il marque le premier but de sa carrière en Ligue des champions lors d'une victoire 2-0 contre Newcastle United. Le 28 janvier 2024, il réalise son premier triplé avec Dortmund, avec notamment deux penaltys, lors d'une victoire 3-1 contre Bochum.
Face à l'Atlético de Madrid, en quart de finale de la Ligue des champions, Füllkrug est buteur ainsi que passeur lors du match retour permettant au club allemand de se hisser en demi-finale, la première fois depuis plus de dix ans. Dortmund retrouve ainsi le Paris Saint-Germain, club qu'il avait déjà affronté lors de la phase de groupes, et Füllkrug est l'unique buteur du match aller,. En finale de la Ligue des champions, face au Real Madrid, Dortmund est battu sur le score de 2-0.
Le 3 août 2024, en pleine période de pré-saison, le Borussia annonce que Füllkrug a été autorisé de quitter le camp d'entraînement afin de négocier son transfert vers un autre club ; de nombreuses rumeurs affirmant depuis plusieurs jours qu'il s'agit de West Ham United,.

#### West Ham United
Après plusieurs jours de rumeurs et avoir été libéré par le Borussia Dortmund, Füllkrug s'engage officiellement avec le club anglais de West Ham United le 5 août 2024. Première expérience hors d'Allemagne pour le joueur de 31 ans, il y a paraphe un contrat de quatre ans pour un montant de transfert estimé à une trentaine de millions d'euros. Le 12 décembre 2024, il marque son premier but pour son club, d'une tête, lors d'une défaite 3-1 contre Leicester City, après avoir été blessé pendant plus de deux mois. Sa première saison est marquée par de longues blessures, et il ne dispute que 20 matchs au total de la saison pour 3 buts.

### En équipe nationale
Avec Brême, il joue dans les ligues juniors les plus prestigieuses et montre ses talents de buteur. Souvent, il est déjà utilisé prématurément dans les groupes d'âge supérieurs. Néanmoins, ce n'est qu'en 2010 qu'il est nommé pour la première fois dans une équipe junior de la DFB et fait sa première apparition internationale avec les moins de 18 ans le 16 novembre. L'année suivante, « Lücke », comme on l'appelle en raison de son trou dentaire, joue sept fois avec les moins de 19 ans et inscrit cinq buts. Entre 2012 et 2014, il dispute neuf matches avec les moins de 20 ans et marque trois buts.
Le 10 novembre 2022, il est sélectionné par Hansi Flick pour participer à la Coupe du monde 2022. Il marque un but contre l'Espagne lors du premier tour. Il récidive le match suivant face au Costa Rica contribuant à la victoire 4-2 des Allemands.
Le 16 mai 2024, Füllkrug fait partie d'une liste provisoire de 27 joueurs sélectionnés par Julian Nagelsmann en vue de préparer l'Euro 2024, avant de se retrouver dans la liste définitive le 7 juin. Le 14 juin, lors du match d'ouverture face à l'Écosse, il participe à la victoire écrasante de son équipe 5-1 en inscrivant le quatrième but de la rencontre. Le 23 juin, il récidive en inscrivant son deuxième but dans la compétition à l'issue du temps additionnel face à la Suisse lors du dernier match de poules.

## Statistiques

### Statistiques détaillées
| Saison                | Club                  | Championnat           | Championnat | Championnat | Championnat | Coupe(s) nationale(s) | Coupe(s) nationale(s) | Coupe(s) nationale(s) | Compétition(s) continentale(s) | Compétition(s) continentale(s) | Compétition(s) continentale(s) | Compétition(s) continentale(s) | Play-offs | Play-offs | Play-offs | Allemagne | Allemagne | Allemagne | Total | Total | Total |
| Saison                | Club                  | Division              | M.          | B.          | P.d.        | M.                    | B.                    | P.d.                  | Comp.                          | M.                             | B.                             | P.d.                           | M.        | B.        | P.d.      | M.        | B.        | P.d.      | M.    | B.    | P.d.  |
| 2011-2012             | Werder Brême II (en)  | 3. Liga               | 22          | 5           | 0           | -                     | -                     | -                     | -                              | -                              | -                              | -                              | -         | -         | -         | -         | -         | -         | 22    | 5     | 0     |
| 2012-2013             | Werder Brême II (en)  | Regionalliga Nord     | 3           | 5           | 0           | -                     | -                     | -                     | -                              | -                              | -                              | -                              | -         | -         | -         | -         | -         | -         | 3     | 5     | 0     |
| Sous-total            | Sous-total            | Sous-total            | 25          | 10          | 0           | -                     | -                     | -                     | -                              | -                              | -                              | -                              | -         | -         | -         | -         | -         | -         | 25    | 10    | 0     |
| 2011-2012             | Werder Brême          | Bundesliga            | 11          | 1           | 0           | -                     | -                     | -                     | -                              | -                              | -                              | -                              | -         | -         | -         | -         | -         | -         | 11    | 1     | 0     |
| 2012-2013             | Werder Brême          | Bundesliga            | 12          | 1           | 0           | 1                     | 1                     | 0                     | -                              | -                              | -                              | 0                              | -         | -         | -         | -         | -         | -         | 13    | 2     | 0     |
| 2013-2014             | Werder Brême          | Bundesliga            | -           | -           | -           | 1                     | 0                     | 0                     | -                              | -                              | -                              | -                              | -         | -         | -         | -         | -         | -         | 1     | 0     | 0     |
| Sous-total            | Sous-total            | Sous-total            | 23          | 2           | 0           | 2                     | 1                     | 0                     | -                              | 0                              | 0                              | 0                              | 0         | 0         | 0         | -         | -         | -         | 25    | 3     | 0     |
| 2013-2014             | Greuther Fürth (prêt) | 2.Bundesliga          | 21          | 6           | 0           | 1                     | 0                     | 0                     | -                              | -                              | -                              | -                              | 2         | 0         | 0         | -         | -         | -         | 24    | 6     | 0     |
| 2014-2015             | FC Nuremberg          | 2.Bundesliga          | 24          | 3           | 0           | 1                     | 0                     | 0                     | -                              | -                              | -                              | -                              | -         | -         | -         | -         | -         | -         | 25    | 3     | 0     |
| 2015-2016             | FC Nuremberg          | 2.Bundesliga          | 30          | 14          | 2           | 2                     | 1                     | 0                     | -                              | -                              | -                              | -                              | 2         | 0         | 0         | -         | -         | -         | 34    | 15    | 2     |
| Sous-total            | Sous-total            | Sous-total            | 54          | 17          | 2           | 3                     | 1                     | 0                     | -                              | 0                              | 0                              | 0                              | 2         | 0         | 0         | -         | -         | -         | 59    | 18    | 2     |
| 2016-2017             | Hanovre 96            | 2.Bundesliga          | 27          | 5           | 3           | 2                     | 0                     | 0                     | -                              | -                              | -                              | -                              | -         | -         | -         | -         | -         | -         | 29    | 5     | 3     |
| 2017-2018             | Hanovre 96            | Bundesliga            | 34          | 14          | 4           | 2                     | 2                     | 0                     | -                              | -                              | -                              | -                              | -         | -         | -         | -         | -         | -         | 36    | 16    | 4     |
| 2018-2019             | Hanovre 96            | Bundesliga            | 14          | 2           | 1           | 1                     | 1                     | 0                     | -                              | -                              | -                              | -                              | -         | -         | -         | -         | -         | -         | 15    | 3     | 1     |
| Sous-total            | Sous-total            | Sous-total            | 75          | 21          | 8           | 5                     | 3                     | 0                     | -                              | 0                              | 0                              | 0                              | 0         | 0         | 0         | -         | -         | -         | 80    | 24    | 8     |
| 2019-2020             | Werder Brême          | Bundesliga            | 8           | 4           | 1           | 1                     | 0                     | 1                     | -                              | -                              | -                              | -                              | 2         | 0         | 0         | -         | -         | -         | 11    | 4     | 2     |
| 2020-2021             | Werder Brême          | Bundesliga            | 19          | 6           | 0           | 2                     | 0                     | 0                     | -                              | -                              | -                              | 0                              | -         | -         | -         | -         | -         | -         | 21    | 6     | 0     |
| 2021-2022             | Werder Brême          | 2.Bundesliga          | 33          | 19          | 6           | 1                     | 0                     | 0                     | -                              | -                              | -                              | -                              | -         | -         | -         | -         | -         | -         | 34    | 19    | 6     |
| 2022-2023             | Werder Brême          | Bundesliga            | 28          | 16          | 5           | 2                     | 0                     | 1                     | -                              | -                              | -                              | -                              | -         | -         | -         | 9         | 7         | 1         | 39    | 23    | 7     |
| 2023-2024             | Werder Brême          | Bundesliga            | 2           | 0           | 0           | 1                     | 1                     | 0                     | -                              | -                              | -                              | -                              | -         | -         | -         | -         | -         | -         | 3     | 1     | 0     |
| Sous-total            | Sous-total            | Sous-total            | 90          | 45          | 12          | 7                     | 1                     | 1                     | -                              | 0                              | 0                              | 0                              | 2         | 0         | 0         | 9         | 7         | 1         | 108   | 53    | 14    |
| 2023-2024             | Borussia Dortmund     | Bundesliga            | 29          | 12          | 8           | 1                     | 0                     | 0                     | C1                             | 13                             | 3                              | 2                              | -         | -         | -         | 12        | 6         | 1         | 55    | 21    | 11    |
| 2024-2025             | West Ham              | Premier League        | 17          | 3           | 2           | 2                     | 0                     | 0                     | -                              | -                              | -                              | -                              | -         | -         | -         | 2         | 1         | 0         | 21    | 4     | 2     |
| Total sur la carrière | Total sur la carrière | Total sur la carrière | 334         | 116         | 32          | 21                    | 6                     | 2                     | -                              | 13                             | 3                              | 2                              | 6         | 0         | 0         | 23        | 14        | 2         | 397   | 139   | 38    |

### En sélection
| Saison                | Sélection             | Phases finales            | Phases finales | Phases finales | Phases finales | Éliminatoires | Éliminatoires | Éliminatoires | Ligue Nations | Ligue Nations | Ligue Nations | Matchs amicaux | Matchs amicaux | Matchs amicaux | Total | Total | Total |
| Saison                | Sélection             | Compétition               | M              | B              | Pd             | M             | B             | Pd            | M             | B             | Pd            | M              | B              | Pd             | M     | B     | Pd    |
| --------------------- | --------------------- | ------------------------- | -------------- | -------------- | -------------- | ------------- | ------------- | ------------- | ------------- | ------------- | ------------- | -------------- | -------------- | -------------- | ----- | ----- | ----- |
| 2022-2023             | Allemagne             | Coupe du monde 2022       | 3              | 2              | 1              | -             | -             | -             | -             | -             | -             | 6              | 5              | 0              | 9     | 7     | 1     |
| 2023-2024             | Allemagne             | Championnat d'Europe 2024 | 3              | 2              | 0              | -             | -             | -             | -             | -             | -             | 7              | 4              | 1              | 10    | 6     | 1     |
| Total sur la carrière | Total sur la carrière | Total sur la carrière     | 6              | 4              | 1              | 0             | 0             | 0             | 0             | 0             | 0             | 13             | 9              | 1              | 19    | 13    | 2     |

#### Buts internationaux
| Buts internationaux de Niclas Füllkrug | Buts internationaux de Niclas Füllkrug | Buts internationaux de Niclas Füllkrug               | Buts internationaux de Niclas Füllkrug | Buts internationaux de Niclas Füllkrug | Buts internationaux de Niclas Füllkrug | Buts internationaux de Niclas Füllkrug | Buts internationaux de Niclas Füllkrug | Buts internationaux de Niclas Füllkrug |
|                                        | Date                                   | Lieu                                                 | Adversaire                             | Score                                  | Minute                                 | Résultat                               | Compétition                            | Sel.                                   |
| -------------------------------------- | -------------------------------------- | ---------------------------------------------------- | -------------------------------------- | -------------------------------------- | -------------------------------------- | -------------------------------------- | -------------------------------------- | -------------------------------------- |
| 1.                                     | 16 novembre 2022                       | Sultan Qaboos Sports Complex, Mascate, Oman          | Oman                                   | 1 - 0                                  | 80e                                    | 1 - 0                                  | Match amical                           | 1re                                    |
| 2.                                     | 27 novembre 2022                       | Stade Al-Bayt, Al-Khor, Qatar                        | Espagne                                | 1 - 1                                  | 83e                                    | 1 - 1                                  | Coupe du monde 2022                    | 3e                                     |
| 3.                                     | 1er décembre 2022                      | Stade Al-Bayt, Al-Khor, Qatar                        | Costa Rica                             | 4 - 2                                  | 89e                                    | 4 - 2                                  | Coupe du monde 2022                    | 4e                                     |
| 4.                                     | 25 mars 2023                           | Mewa Arena, Mayence, Allemagne                       | Pérou                                  | 1 - 0                                  | 12e                                    | 2 - 0                                  | Match amical                           | 5e                                     |
| 5.                                     | 25 mars 2023                           | Mewa Arena, Mayence, Allemagne                       | Pérou                                  | 2 - 0                                  | 33e                                    | 2 - 0                                  | Match amical                           | 5e                                     |
| 6.                                     | 28 mars 2023                           | RheinEnergieStadion, Cologne, Allemagne              | Belgique                               | 1 - 2                                  | 44e (pen.)                             | 2 - 3                                  | Match amical                           | 6e                                     |
| 7.                                     | 12 juin 2023                           | Weserstadion, Brême, Allemagne                       | Ukraine                                | 1 - 0                                  | 6e                                     | 3 - 3                                  | Match amical                           | 7e                                     |
| 8.                                     | 14 octobre 2023                        | Pratt & Whitney Stadium, East Hartford, États-Unis   | États-Unis                             | 1 - 2                                  | 58e                                    | 1 - 3                                  | Match amical                           | 8e                                     |
| 9.                                     | 18 octobre 2023                        | Lincoln Financial Field, Philadelphie, États-Unis    | Mexique                                | 2 - 2                                  | 51e                                    | 2 - 2                                  | Match amical                           | 11e                                    |
| 10.                                    | 18 novembre 2023                       | Olympiastadion, Berlin, Allemagne                    | Turquie                                | 2 - 2                                  | 48e                                    | 2 - 3                                  | Match amical                           | 12e                                    |
| 11.                                    | 26 mars 2024                           | Deutsche Bank Park, Francfort, Allemagne             | Pays-Bas                               | 2 - 1                                  | 85e                                    | 2 - 1                                  | Match amical                           | 15e                                    |
| 12.                                    | 14 juin 2024                           | Allianz Arena, Munich, Allemagne                     | Écosse                                 | 5 - 1                                  | 68e                                    | 2 - 1                                  | Championnat d'Europe 2024              | 17e                                    |
| 13.                                    | 23 juin 2024                           | Deutsche Bank Park, Francfort-sur-le-Main, Allemagne | Suisse                                 | 1 - 1                                  | 90+2e                                  | 1 - 1                                  | Championnat d'Europe 2024              | 19e                                    |

## Palmarès
Werder Brême
- Championnat d'Allemagne de deuxième division
  - Vice-champion : 2022

 Borussia Dortmund
- Ligue des champions de l'UEFA
  - Finaliste : 2024

## Distinctions personnelles
- Co-meilleur buteur de Bundesliga de la saison 2022-2023 (16 buts)